# Astéroïde de type B

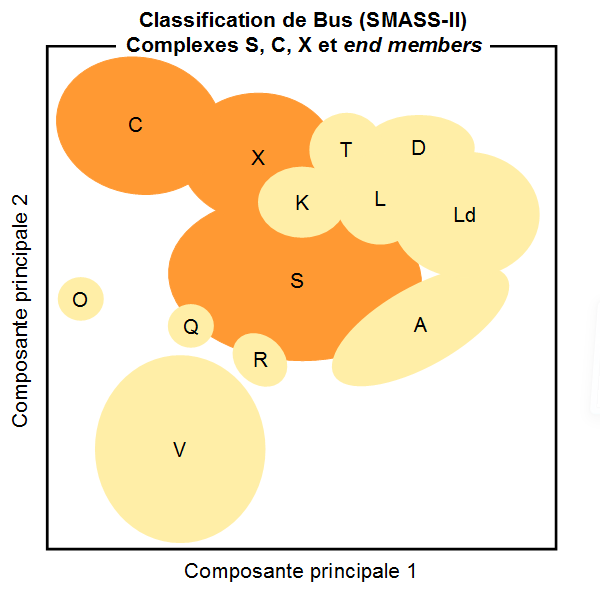
Complexes S, C et X et autres types dans l'espace des composantes 1 et 2 de la classification de Bus.

Le type B (ou classe B) est un type d'astéroïdes qui apparait dans les trois classifications spectrales usuelles de Tholen (1984), Bus (ou SMASS-II) (1999) et Bus-DeMeo (2009). Il fait partie du « complexe C ».
À fin 2023, la base de données « Small-Body Database » du Jet Propulsion Laboratory compte 1666 astéroïdes pour lesquels le type SMASS-II (classification de Bus) est renseigné, dont 66 astéroïdes appartenant au type B (4 % ou 16 % des 421 astéroïdes appartenant au complexe C),.

## Historique
Le type B a été introduit en 1984 par David J. Tholen dans le cadre de ses travaux sur une nouvelle démarche de classification spectrale basée sur le traitement statistique des récentes données de l'enquête Eight Color Asteroid Survey (ECAS). La lettre B a été choisie pour marquer une proximité avec le type C, puis a été rapprochée du caractère « bleu » (blue) (c'est-à-dire négatif) du gradient spectral des objets considérés.

## Propriétés

### Description spectrale
Les astéroïdes de type B sont schématiquement caractérisés par un spectre bleu, sans relief d'absorption, continument décroissant à partir de 0,6 μm jusque dans le proche infrarouge.
Dans le cadre des classifications de Bus et de Bus-DeMeo, leur caractère bleu (spectre décroissant) les distingue clairement des autres types du complexe C. Dans le cadre de la classification de Tholen, ils différent des astéroïdes de type C par cette même tendance mais aussi par une absorption moins nette dans l'ultraviolet et par un caractère légèrement moins sombre (albédo plus élevé).

### Hypothèses de composition et de liens avec les météorites

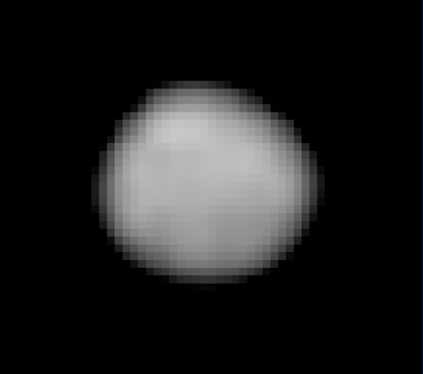
(2) Pallas, le deuxième plus grand astéroïde de la ceinture principale, est de type B dans les trois classifications de Tholen, Bus et Bus-DeMeo.

Les astéroïdes de type B sont comme ceux de type C souvent qualifiés de carbonés. Leurs spectres laissent à penser que les principaux constituants de surface sont des silicates anhydres, des minéraux argileux hydratés, des polymères organiques, la magnétite et des sulfures[réf. nécessaire]. Les spectres de météorites les plus proches ont été obtenus sur des chondrites carbonées qui ont été chauffées doucement en laboratoire[réf. nécessaire].

### Situation dans le Système solaire et hypothèses d'origine
Les astéroïdes de type B se trouvent principalement dans la ceinture principale, notamment la ceinture externe[réf. nécessaire]. Ils sont considérés comme primitifs et pourraient contenir des éléments volatils du Système solaire primitif[réf. nécessaire].

## Exploration et retour d'échantillon

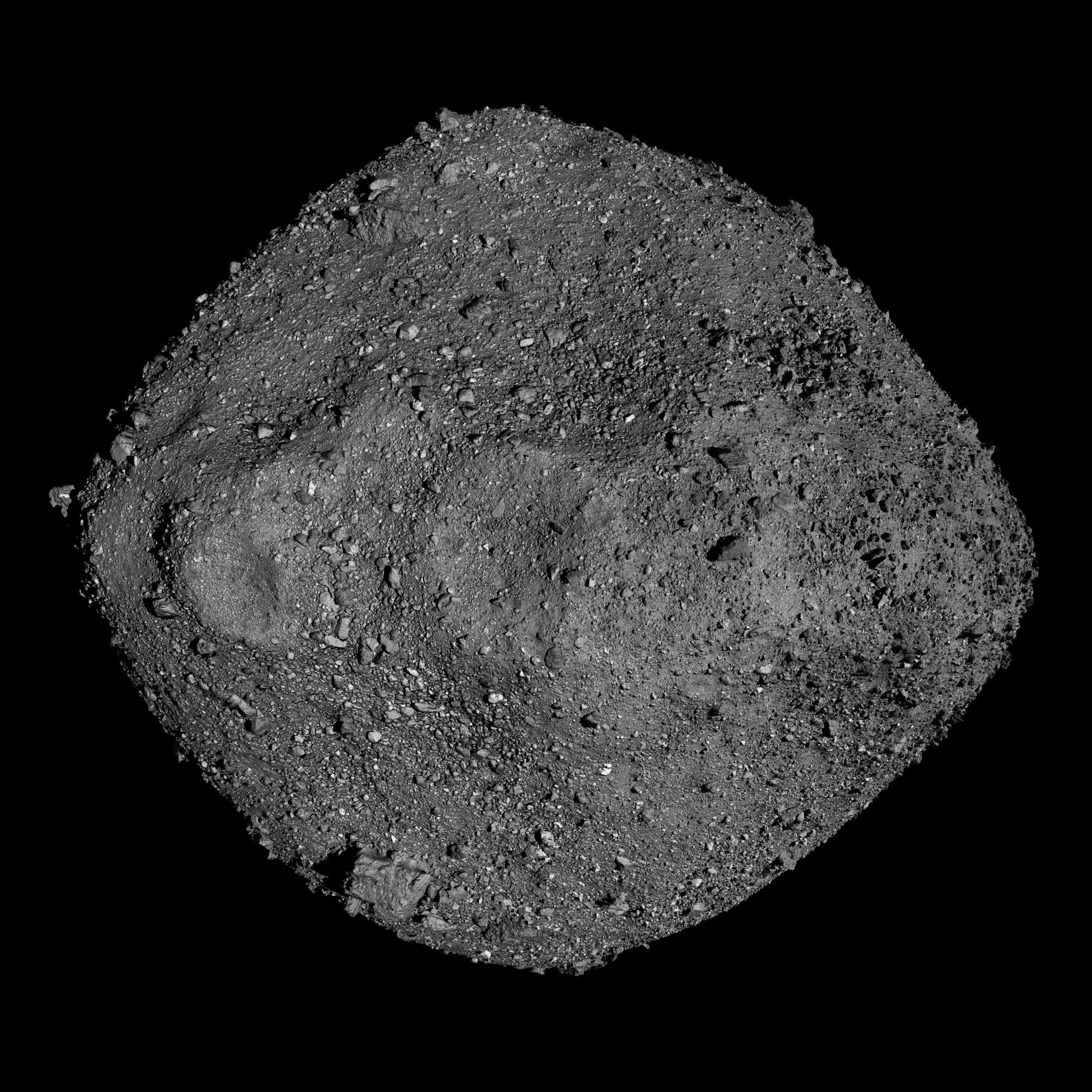
(101955) Bénou (image reconstituée à partir de photographies de la sonde OSIRIS-REx.

La sonde spatiale OSIRIS-REx a été lancée par la NASA en septembre 2016 pour une étude approfondie de l'astéroïde de type B (101955) Bénou, avec un objectif principal de prélever et ramener sur Terre un échantillon de régolithe. Elle est restée en orbite de décembre 2018 à mai 2021, période durant laquelle elle a pu récolter de nombreuses données (imagerie, altimétrie, mesures de gravité, spectrométrie visible, infrarouge et à rayons X), très riches en enseignements sur la structure et la surface de l'astéroïde (pile de débris, présence de gros rochers, diversité des régolithes, érosion spatiale...). Conformément à ce qui était attendu, Bénou s'avère composé de matériaux hydratés (avec des propriétés proches de celles des chondrites carbonées de type CM) et de matériaux organiques en quantité abondante.
Le prélèvement d'échantillon s'est déroulé avec succès le 20 octobre 2020, de même que le retours sur Terre et l'atterrissage en douceur de la capsule le 24 septembre 2023. La masse de l'échantillon est estimée à 250 grammes (au minimum 60 grammes). L'étude d'une partie de cet échantillon est planifiée sur 2024 et 2025, le reste devant être archivé en vue d'études ultérieures.